# Ayumu Murase
Ayumu Murase (村瀬歩, Murase Ayumu), né le 14 décembre 1988, est un seiyū japonais affilié à l'agence VIMS. Il vit également à Tokyo, au Japon.

## Biographie
Murase est né aux États-Unis, mais a grandi à Aichi, au Japon. Il a vécu à Aichi jusqu'à l'obtention de son diplôme d'études secondaires, après quoi il a fréquenté l'université de la préfecture de Kyoto. Plus tard, il a déménagé à Tokyo.
Après avoir montré un intérêt pour le théâtre, Murase a rejoint le Japan Narration Actors Institute dans le but de devenir acteur vocal. En 2011, il fait ses débuts en tant que doubleur dans le rôle d'un étudiant masculin dans l'anime télévisé Persona 4: The Animation. L'année suivante, il incarne le premier personnage principal dans le rôle de Shun Aonuma (14 ans) dans From the New World .  En 2014, il a joué le rôle de Shoyo Hinata dans Haikyū!!.
En 2016, Murase a remporté le prix Seiyu du meilleur recrue masculin.

## Doublages

### Séries d'animation
- 2012 : Shin sekai yori : Shun Aonuma (14 ans)
- 2012 : Kids on the Slope : Shigetora Maruo
- 2012 : Le Garçon d'à côté : Takaya Mizutani, Haru Yoshida (young)
- 2012 : Sword Art Online : Shinichi Nagata/Recon
- 2013 : Gatchaman Crowds : Rui Ninomiya
- 2013 : Love Lab : Yū Yamazaki
- 2013 : Majestic Prince : Patrick Hoyle
- 2013 : My Teen Romantic Comedy SNAFU : Taishi Kawasaki
- 2013 : Nagi no Asukara : Atsushi Minegishi
- 2014 : Chaika - The Coffin Princess : Guy
- 2014 : Fairy Tail : Uosuke
- 2014 : Future Card Buddyfight : Ryo Mobutani, Kakumo Maihama[5]
- 2014 : Gundam Build Fighters Try : Toshiya Shiki (Team SD-R)
- 2014 : Haikyū!! : Shoyo Hinata[6]
- 2014 : Invaders of the Rokujyōma!? : Kotarō
- 2014 : M3 the dark metal : Heito Isaku
- 2014-2016 : Mysterious Joker : Joker
- 2014 : Nobunaga Concerto : Mori Ranmaru
- 2014 : Nobunagun : Antoni Gaudí
- 2014 : Noragami : Manabu Ogiwara
- 2014 : Parasyte : Joe
- 2014 : Silver Spoon : Kenta Ishiyama
- 2014 : The Irregular at Magic High School : Shinkurō Kichijōji
- 2014 : Wolf Girl and Black Prince : Yuu Kusakabe
- 2014 : Yu-Gi-Oh! Arc-V : Halil
- 2015 : Assassination Classroom : Yūji Norita
- 2015 : Castle Town Dandelion : Haruka Sakurada[7],[8]
- 2015 : Concrete Revolutio : Yumihiko Otonashi
- 2015 : Durarara!!x2 : Neko
- 2015 : Gangsta. : Wallace "Worick" Arcangelo (young)
- 2015 : Gatchaman Crowds insight : Rui Ninomiya
- 2015 : Haikyu!! 2 : Shoyo Hinata
- 2015 : Kamisama Kiss◎ : Year God
- 2015 :  Makura no Danshi : Haruto Enokawa
- 2015 : Noragami Aragoto : Manabu Ogiwara
- 2015 : Overlord : Nfirea Bareare
- 2015 : Show by Rock!! : Riku
- 2015 : The Testament of Sister New Devil : Luka
- 2015 : Ushio & Tora : Baldanders
- 2015 : Utawarerumono: The False Faces : Kiuru
- 2015 : Yu-Gi-Oh! Arc-V : Halil
- 2016 : Ajin: Demi-Human : Tito
- 2016 : Bananya : Bananyako, Tabby Bananya, Mackerel Bananya, Baby Bananya, Bananya Bunch, The Mice[9]
- 2016 : Battery : Fumito Sawaguchi[10]
- 2016 : Bungo Stray Dogs : Sergeant Sugimoto
- 2016 : Cheer Boys!! : Ryūzō Sakuma
- 2016 : Concrete Revolutio: The Last Song : Yumihiko Otonashi
- 2016 : D.Gray-man Hallow : Allen Walker[11]
- 2016 : Divine Gate : Bruno, Sigurd
- 2016 : First Love Monster : Kazuo Noguchi[12]
- 2016 : Go! Princess PreCure : Prince
- 2016 : Haikyū!! Karasuno High School vs Shiratorizawa Academy : Shoyo Hinata
- 2016 : Sakamoto, pour vous servir ! : Yuto
- 2016 : Nobunaga no Shinobi : Sukezo
- 2016 : Servamp : Hugh the Dark Algernon III
- 2016 : Shōnen Maid : Madoka Takatori (teenage)
- 2016 : Super Lovers : Ikuyoshi Sasaki
- 2016 : Touken Ranbu: Hanamaru : Sayo Samonji[13]
- 2016 : Twin Star Exorcists : Yuto Ijika[14]
- 2016 : Yuri on Ice : Kenjirō Minami[15]
- 2017 : Altair: A Record of Battles : Tuğril Mahmut[16]
- 2017 : ACCA: 13-Territory Inspection Dept. : Acca-kun
- 2017-2021 : Black Clover : Luck Voltia[17]
- 2017 : Blue Exorcist : Kyoto Saga : Karura
- 2017 : ēlDLIVE : Chūta Kokonose[18]
- 2017 : Hand Shakers : Masaru Hojo[19]
- 2017 : Kamiwaza Wanda : Naisu
- 2017 : Super Lovers 2 : Ikuyoshi Sasaki
- 2017 : The Ancient Magus Bride : Cartaphilius/Joseph[20]
- 2018 : Banana Fish : Skip
- 2018 : Devilman Crybaby : Ryo Asuka
- 2018 : La Cité des esclaves : Taiju Nakano
- 2018 : Hinomaru Sumo : Kei Mitsuhashi[21]
- 2018 : Inazuma Eleven: Ares no Tenbin : Asuto Inamori
- 2018 : Iroduku : Le Monde en couleur : Chigusa Fukasawa
- 2018 : Last Period : Gajeru, Tori Himemiya
- 2018-2019 : Sword Art Online: Alicization : Eugeo
- 2018-2020 : Muhyo et Rôjî, bureau d'investigation des affaires paranormales : Tōru Muhyō[22]
- 2018 : Nil Admirari no Tenbin: Teito Genwaku Kitan : Hitaki Kuze
- 2018 : Pop Team Epic : Joseph (ep 9a)
- 2018 : Skull-face Bookseller Honda-san : Azarashi
- 2018 : The Thousand Musketeers : Nicola and Noël
- 2018 : Touken Ranbu: Hanamaru 2 : Sayo Samonji
- 2019 : Ace of Diamond Act II : Kaoru Yui
- 2019 : Bananya: Fushigi na Nakamatachi : Bananyako, Tabby Bananya, Mackerel Bananya, Baby Bananya, Bananya Bunch, The Mice
- 2019 : Case File nº221: Kabukicho : Maki Hokari
- 2019-2026 : Dr. Stone : Ginro
- 2019 : Ensemble Stars! : Tori Himemiya
- 2019 : Kochoki: Wakaki Nobunaga : Oda Hidetaka
- 2019 : My Roommate is a Cat : Hachi
- 2019 : Sarazanmai : Kazuki Yasaka
- 2019-2022 : Iruma à l'école des démons : Iruma Suzuki
- 2020 : Attack on Titan: The Final Season : Udo
- 2020 : Haikyu!! To the Top : Shoyo Hinata
- 2020 : Infinite Dendrogram : Hugo Lesseps
- 2020 : Ikebukuro West Gate Park : Mitsuki Fujimoto
- 2020 : Kakushigoto : Kakeru Keshi[23]
- 2020 : Listeners : Echo Rec[24]
- 2020 : Number24 : Yū Mashiro[25]
- 2021 : Backflip!! : Mashiro Tsukiyuki[26]
- 2021 : Battle Game in 5 Seconds : Akira Shiroyanagi[27]
- 2021 : Burning Kabaddi : Yūki Hitomi[28]
- 2021 : How Not to Summon a Demon Lord : Sanro
- 2021 : I-Chu: Halfway Through the Idol : Kokoro Hanabusa
- 2021 : Kemono Jihen : Akira[29]
- 2021 : Megaton Musashi : Kota Akutagawa[30]
- 2021 : Nintama Rantarō : Haniwa Sekito
- 2021 : Pretty Boy Detective Club : Manabu Sōtōin[31]
- 2021 : Ranking of Kings : Kage[32]
- 2021 : Show by Rock!! Stars!! : Riku
- 2021 : Les Mémoires de Vanitas : Astolfo Granatum[33]
- 2021 : The Faraway Paladin : Menel[34]
- 2021 : World Trigger : Reghindetz
- 2022 : Love of Kill : Jinon[35]
- 2022 : Ninjala : Kappei[36]
- 2022 : Salaryman's Club : Ayato Misora[37]
- 2022 : She Professed Herself Pupil of the Wise Man : Solomon[38]
- 2022 : Utawarerumono: Mask of Truth : Kiuru[39]
- 2022 : My Master Has No Tail : Sakujiro[40]
- 2023 : Hirogaru Sky! Precure : Tsubasa Yuunagi/Cure Wing[41]
- 2023 : Valkyrie Apocalypse : Zerofuku
- 2024 : Urusei Yatsura : Nagisa Shiowatari

### Films d'animation
- 2015 : L'empire des cadavres : Vendredi
- 2018 : Servamp -Alice au jardin- : Hugues
- 2018 : Le livre des amis de Natsume, le film : lié au monde temporel : Daisuke Yuki
- 2022 : Au revoir Don Glees ! : Shizuku "Goutte" Sakuma [42]
- 2022 : Bleu Thermique : Eita Narihara [43]
- 2022 : Backflip ! ! : Mashiro Tsukiyuki [44]
- 2022 : Les sept péchés capitaux : La rancune d'Édimbourg : Tristan (adolescent) [45]
- 2022 : Dérive à la maison : Noppo [46]

### OVA
- Haikyū!! (2014), Shoyo Hinata
- Yarichin Bitch Club (2018), Kyōsuke Yaguchi [47]

### ONA
- L'histoire de Heike (2021), Taira no Atsumori [48]
- Spriggan (2022), Colonel McDougal [49]

### Projets multimédia
- Paradoxe en direct / BAE (2020) (48 / Yeon Hajun)
- Horloge sur orquesta (2021) (Tenma Rikka)
- VS AMBIVALENZ (2021) (Auguri & Futaba)

### Jeux vidéo
- 2014 : Azure Striker Gunvolt (Nova/Shiden)
- 2014 : J-Stars Victory Vs) (Shōyō Hinata)
- 2014 : Granblue Fantasy (Hal, Ulamnuran)
- 2014 : THE'IDOLM@STER : SideM (Kanon Himeno)
- 2014 : Hamatora: Regardez Smoking World (Pero)
- 2015 : I-Chu (Kokoro Hanabusa) [50]
- 2015 : Ensemble Stars! (Tori Himemiya)
- 2015 : Digimon Story: Cyber Sleuth (Yuugo Kamishiro)
- 2015 : Sword Art Online : Chanson perdue (Recon/Shinichi Nagata)
- 2015 : Tokyo Mirage Sessions ♯FE (Gordin)
- 2015 : Touken Ranbu (Sayo Samonji)
- 2015 : Utawarerumono: Masque de tromperie (Kiuru)
- 2016 : Street Fighter V (Sean Matsuda)
- 2016 : Mighty No.9 (Beck)
- 2016 : Pokémon Soleil et Lune (Wishiwashi)
- 2016 : Final Fantasy XV (Talcott (adolescent))
- 2016 : Utawarerumono: Mask of Truth (Kiuru)
- 2017 : Cocktail Prince (Caipirinha & Caipiroska) [51]
- 2017 : Fire Emblem Heroes (Gordin et Soren)
- 2017 : Sengoku Night Blood (Sasuke Sarutobi)
- 2017 : Super Bomberman R (Bombardier vert)
- 2017 : Xenoblade Chronicles 2 (Corvin/Kamuya)
- 2017 : Digimon Story: Cyber Sleuth - Mémoire du pirate (Yuugo Kamishiro)
- 2018 : Food Fantasy (Double Scoop & Long Bao)
- 2018 : Dragalia Lost (Irfan)
- 2016 : Ikemen Revolution (Loki Genetta)
- 2018 : Chrono Ma: Gia (Leo Bloomfield)
- 2012 : Puzzle and Dragons (Suou)
- 2019 : Dragon: Marked for Death (Shinobi) (Voix D)
- 2018 : Bleach Brave Souls (Hikone Ubuginu)
- 2018 : Grand Chase Dimensional Chaser (Ronan Erudon)
- 2019 : Onmyoji (Ungaikyou)
- 2019 : Edges of Awakening (Shiou)
- 2019 : Pokémon Masters (Wally)
- 2019 : Monde Flipper (Adoni)
- 2019 : Mahoutsukai no Yakusoku (Mitile)
- 2020 : Genshin Impact (Venti et Istaroth) [52],[53]
- 2021 : Fate/Grand Order (Setanta) [54]
- 2021 : Rune Factory 5 (Cécile)
- 2021 : Arknights (Mizuki)
- 2021 : Identity V (Victor Grantz)
- 2021 : Helios Rising Heroes Leonard Wright Jr.
- 2017 : Captain Tsubasa: Dream Team (Aoi Shingo)
- 2023 : Fire Emblem Engage (Soren)